# Rezerwa wieńcowa
Rezerwa wieńcowa – termin stosowany w kardiologii, określający maksymalny możliwy wzrost przepływu przez naczynia wieńcowe, wyrażony jako odsetek przepływu wieńcowego wyjściowego (spoczynkowego). Mniejsze znaczenie dla rezerwy ma również niepełne odtlenowanie krwi opuszczającej serce. Serce w spoczynku wykorzystuje 75% dostarczanego przez tętnice tlenu. Pozostała część może być wykorzystana w razie zwiększonego zapotrzebowania. 
U osób zdrowych, rezerwa wieńcowa wynosi 300-600%, co oznacza, że w zdrowym sercu przepływ przez naczynia wieńcowe może wzrosnąć 3-6 razy, nie powodując przy tym zaburzeń ukrwienia mięśnia sercowego.